# Aramon (Gard)
Aramon és un municipi francès del departament del Gard, a la regió d'Occitània.